# クビライ
クビライ（漢字：忽必烈、モンゴル語： Qubilai, Khubilai、1215年9月23日 - 1294年2月18日）は、モンゴル帝国の第5代皇帝であり、元朝の初代皇帝（カアン）。同時代のパスパ文字モンゴル語およびモンゴル文字などの中期モンゴル語のラテン文字転写では Qubilai Qa'an、Qubilai Qaγan。現代モンゴル語のキリル文字転写ではХубилай хаан。漢字表記は忽必烈。『集史』をはじめとするモンゴル帝国時代のペルシア語表記（『集史』「クビライ・カアン紀」など）では قوبيلاى قاآن Qūbīlāī Qā'ān など書かれる。死後は諡を聖徳神功文武皇帝、廟号を世祖と称し、モンゴル語での尊号は「賢きカアン」を意味するセチェン・カアン（Sečen Qa'an 薛禅皇帝）。日本語での名前表記については揺れがあるため日本語による表記の節を参照。
その即位にあたる内紛からモンゴル帝国は皇帝であるカアン (Qa'an) を頂点とする緩やかな連合体となった。帝国の南北分裂の原因となった弟のアリクブケとのモンゴル帝国帝位継承戦争に勝利したクビライは、帝国の中心をモンゴル高原のカラコルムから中国の大都（現在の北京）に移動させるなど様々な改革を打ち出した。クビライの代以降、カアンの直接支配領域はモンゴル帝国のうち中国を中心に東アジアを支配する元朝（大元帝国）に変貌した。

## 生涯

### 即位以前
1215年にチンギス・カンの四男のトルイの子として生まれた。母はケレイト部族出身のトルイの正夫人ソルコクタニ・ベキで、トルイがソルコクタニとの間に設けた4人の嫡出子のうちの次男にあたり、兄に第4代皇帝となったモンケ、弟にイルハン朝を開いたフレグ、クビライとモンゴル皇帝（カアン）位を争ったアリクブケがいる。

### 雲南・大理遠征
1251年に兄のモンケがカアンの座に就くと、ゴビ砂漠以南の南モンゴル高原・華北における諸軍の指揮権を与えられ、中国方面の領土の征服を委ねられた。1252年には自身が所領とする京兆（唐の長安、現在の西安）を中心とする陝西を出発して雲南への遠征（→雲南・大理遠征）に出発、南宋領を避けてチベットの東部を迂回する難行軍の末に1253年に雲南を支配する大理国を降伏させた。

### ドロン・ノールでの謹慎
雲南からの帰還後は金の旧都である中都（現在の北京）の北、南モンゴル（現在の内モンゴル自治区）中部のドロン・ノールに幕営（オルド）を移し、後方から江南の南宋および朝鮮半島の高麗征服（→ジャラルダイの第六次高麗侵攻、1253年 - 1258年）の総指揮をとった。クビライは後方のドロン・ノールに腰を据えて動かず、ここに遊牧宮廷の補給基地となる都城の開平府（後の上都）を築き、姚枢ら漢人のブレーンを登用して中国を安定して支配する道を模索した。
しかし、アラムダール（阿藍答児）によるクビライ派への調査を受けて、1256年にモンケは不満を持つクビライを南宋作戦の責任者から更迭し、南宋への戦線を東方三王家筆頭でありテムゲ・オッチギンの孫のタガチャルにまかせた。だがタガチャルはすぐに撤退してしまったため、モンケ自身が陣頭指揮することを決した。南宋を早急に併合することを望むモンケは、1258年にみずから陝西に入って親征を開始し、河南から四川の南宋領を転戦したが、1259年の釣魚城（現在の重慶市合川区）攻略中に、軍中で流行した疫病（赤痢）に罹って病死した。

### カアン位をめぐる争い
モンケの急死により、その年若い息子達にかわって3人の弟達が後継者となる可能性が生じた。アリクブケはこのとき首都のカラコルムにおいてモンケの留守を守っており、モンケの重臣達やモンゴル高原以西の諸王・諸部族はアリクブケの支持に回ったので、アリクブケが有力な後継者候補に立った。一方のクビライは、モンケが死んだとき中軍が北帰して取り残されて長江の中流域で転戦していたウリヤンカダイを救出したことから、前線の中国に駐留する諸軍団やモンゴル高原東部のモンゴル貴族、王族を味方につけることになった。1260年、クビライの本拠地の金蓮川でクビライ支持派によるクリルタイが開かれ、クビライのカアン即位を一方的に宣言した。5月にはアリクブケもこれに対抗してカアン即位を宣言し、モンゴル帝国はクビライとアリクブケの2人のカアンが並び立つ帝国の南北分裂に発展した。
三弟のフレグは遠くイランにおいて西アジアの征服事業を進めていたため、皇帝位を巡る争いは次弟のクビライと末弟のアリクブケが当事者となった。この内紛では精強な東部の諸部族を味方につけたクビライ側が緒戦のシムルトゥ・ノールの戦いに勝利し、早々に華北と高原の大半を制覇した。一方のアリクブケは高原北西部のオイラト部族の援助を受けて一時は高原中央部のカラコルムを取り戻すが、中国農耕地帯の豊かな物資を背景にクビライが行った経済封鎖によって自給のできないカラコルムはたちまち危機に陥った。1264年、アリクブケは降伏し、クビライが単独の皇帝となった。

### 新国家の形成

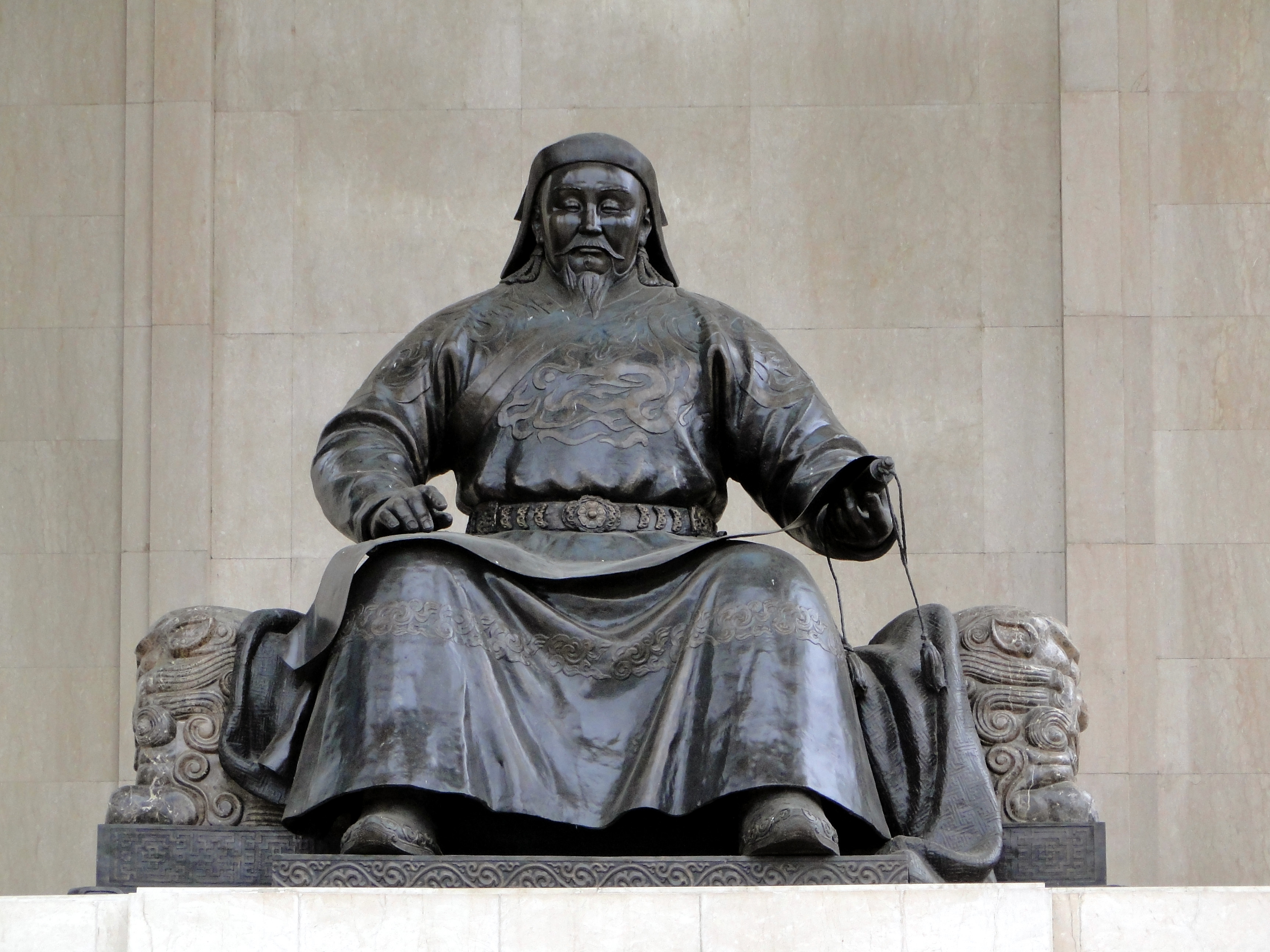
モンゴル国政府宮殿 正面向かって右に鎮座するクビライ像

1260年に即位したクビライは、モンゴル王朝で初めての中国風の元号（中統）を立て、漢人官僚を集めた行政府である中書省を新設した。中書省には六部が置かれて旧来の尚書省の機能を兼ねさせ、華北の庶政を取り仕切る最高行政機関とした。続いて軍政を司る枢密院、監察を司る御史台などの諸機関が相次いで設置されて、中国式の政府機関が一通り整備された。紙幣として諸路通行中統元宝交鈔を発行して、それまで他のモンゴルや漢人の諸侯も発行していた通貨を統一した。
アリクブケとの内紛の最中の中統3年（1262年）には山東を支配する漢人軍閥が反乱を起こし窮地に陥ったが、これを鎮圧したクビライは反乱をきっかけとして、華北の各地を支配していた在地軍閥を解体させた。これによりモンゴル皇帝であるカアンと皇族、モンゴル貴族、そして在地領主の間で錯綜していた華北の在地支配関係が整理され、地方には路・州・県の三階層の行政区が置かれた。至元4年（1267年）からは中都の郊外に中国式の方形様式を取り入れた都城大都の建造を開始、至元8年11月乙亥（1271年12月18日）に国号は漢語で「大元」と改められた。
このような一連の改革から、クビライの改革はモンゴル王朝の中国王朝化であり、クビライとアリクブケの対立は、中国文化に理解を示し帝国の中心を中国に移そうとする派と、あくまでモンゴル高原を中心と考える守旧派の対立として説明されることが多い。しかし、クビライの宮廷はあくまで遊牧の移動生活を保って大都と上都の間を季節移動しており、元はいまだ遊牧国家としての性格も濃厚であった。中書省の高官はクビライの夫人チャブイの甥にあたるアントンらモンゴル貴族の支配下にあり、州県の多くもモンゴルの王族や貴族の所領に分かたれていて、クビライの直接的な支配は限定的にしか及ばなかった。
また、クビライはチベット仏教の僧のパクパ（パスパ）を国師として仏教を管理させ、モンゴル語を表記する文字としてチベット文字をもとにパスパ文字を制定させるなど、モンゴル独自の文化政策を進めた。パスパ文字によるモンゴル語文は特にモンゴル帝国の公的な性格を持たせていたため、制定以後、元朝ではパスパ文字自体を「国字」や「蒙古字」あるいは「蒙古新字」と称した。クビライは華北支配を進める中で姚枢等の漢人系の諸侯や知識人の登用にも積極的だったが、歴代中華王朝の伝統的なイデオロギーである儒教は特別には重視しなかったため、科挙の復活もクビライのもとでは行われなかった。これは13世紀に入りモンゴル帝国との戦乱が続いた華北では長らく科挙が断続的にしか行われなかったため、クビライが即位した時期には漢人知識人達の間で科挙の有効性を疑問視する者も出て来た事も関係していた。しかしながら、クビライは華北支配にあたって漢学の必要性は十分認知していたようで、即位後にモンゴルの王族子弟に漢学を学ぶように命じており、クビライ自身も「堯・舜・孔子以下の経典・史書に記載されている嘉言、善政」の記録（主に『尚書』『五経要語』）等をモンゴル語に抄訳、上奏させた。また「魏徴のような人物を求めよ。そのような人物がいなければ、魏初に似たような人物を求めよ」というような聖旨をさえ出している。クビライに限らず、歴代もモンゴル宮廷では「見るべき『前代の帝王が天下を治める』文書」の収集に熱心だったようで、漢籍についても後の武宗カイシャン等の皇帝たちは『貞観政要』『帝範』『孝経』等の儒教系の漢籍類のモンゴル語訳もたびたび作らせてあるいは出版させており、近年発見されたカラホト文書のなかには漢文とウイグル文字モンゴル語で併記されたモンゴル語訳『孝経』の断片が発見されている。クビライによるモンゴル王侯への漢学奨励の結果、後のチンキム、英宗シデバラ、文宗トク・テムルら歴代の皇帝・皇族達の漢学愛好の気風が生じたといえる。

### 外征と内乱

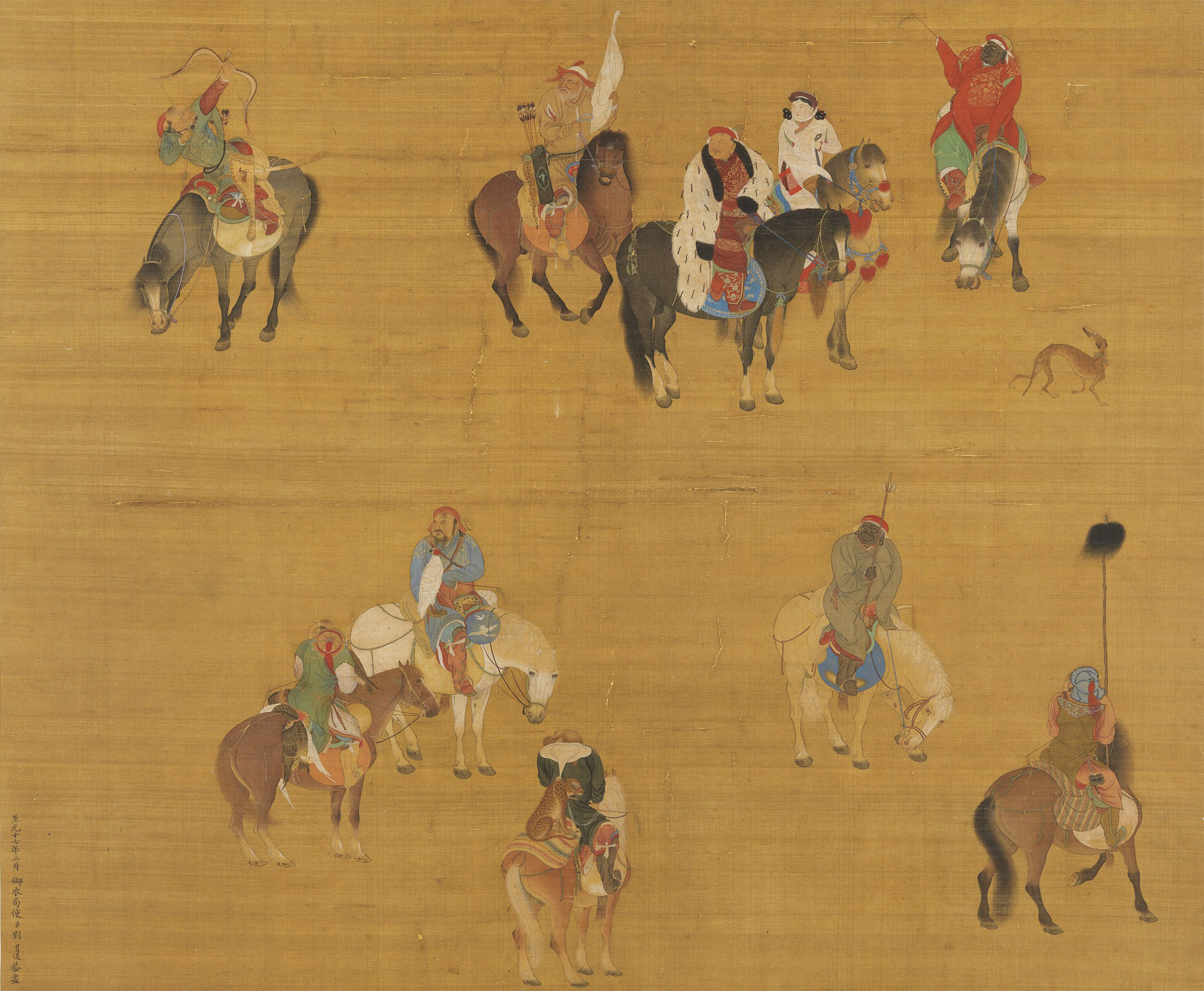
クビライの狩猟図（劉貫道『元世祖出猟図軸』より、国立故宮博物院蔵）

軍事的には、アリクブケの乱以来、中央アジアのオゴデイ家とチャガタイ家がカアンの権威から離れ、本来はカアンの直轄領であった中央アジアのオアシス地帯を横領、さらにクビライに従う甘粛方面の諸王や天山ウイグル王国を圧迫し始めたので、多方面からの対応が必要となった。
そこで、クビライは夫人チャブイとの間に設けた3人の嫡子チンキム、マンガラ、ノムガンをそれぞれ燕王、安西王、北平王に任じて方面ごとの軍隊を統括させ、独立性をもたせて事態にあたらせた。安西王マンガラはクビライの旧領京兆を中心に中国の西部を、北平王ノムガンは帝国の旧都カラコルムを中心にモンゴル高原をそれぞれ担当し、燕王チンキムには中書令兼枢密使として華北および南モンゴルに広がる元の中央部分の政治と軍事を統括させて、クビライは3子率いる3大軍団の上に君臨した。
至元13年（1276年）には将軍バヤン率いる大軍が南宋の都の臨安を占領、南宋を実質上滅亡させその領土の大半を征服した（モンゴル・南宋戦争）。この前後にクビライはアフマドやサイイドらムスリム（イスラム教徒）の財務官僚を登用し、専売や商業税を充実させ、運河を整備して、中国南部や貿易からもたらされる富が大都に集積されるシステムを作り上げ、帝国の経済的な発展をもたらした。これにともなって東西交通が盛んになり、クビライ治下の中国にはヴェネツィア出身の商人マルコ・ポーロら多くの西方の人々（色目人）が訪れた。
中国の外では、治世の初期から服属していた高麗で起こった三別抄の反乱を鎮圧した後、13世紀末には事実上滅亡させ、傀儡政権として王女クトゥルク＝ケルミシュを降嫁させた王太子王賰の王統を立て朝鮮半島支配を確立した。また至元24年（1287年）にはビルマのパガン王朝を事実上滅亡させ（→モンゴルのビルマ侵攻）、傀儡政権を樹立して一時的に東南アジアまで勢力を広げた。しかし、日本への2度の侵攻（元寇）や、樺太アイヌ（→モンゴルの樺太侵攻）、ベトナムの陳朝やチャンパ王国（→モンゴルのベトナム侵攻）、ジャワ島のマジャパヒト王国（→モンゴルのジャワ侵攻）などへの遠征は現地勢力の激しい抵抗を受け敗退した。
モンゴルの同族が支配する中央アジアに対しては、至元12年（1275年）にモンゴル高原を支配する四男の北平王ノムガンがチャガタイ家の首都のアルマリクを占領することに成功したが、翌年モンケの遺児シリギをはじめとするモンケ家、アリクブケ家、コルゲン家など、ノムガンの軍に従軍していた王族たちが反乱を起こした（シリギの乱）。司令官ノムガンは捕らえられてその軍は崩壊し、これをきっかけにオゴデイ家のカイドゥが中央アジアの諸王家を統合して公然とクビライに対抗し始めた。
クビライは南宋征服の功臣バヤン率いる大軍をモンゴル高原に振り向けカイドゥを防がせたが、至元24年（1287年）には即位時の支持母体であった高原東方の諸王家がオッチギン家の当主ナヤンを指導者として叛いた。老齢のクビライ自身がキプチャクやアス、カンクリの諸部族からなる侍衛親軍を率いて親征し、遼河での両軍の会戦で勝利した。ナヤンは捕縛・処刑され、諸王家の当主たちも降伏してようやく鎮圧した。クビライは東方三王家であるジョチ・カサル家、カチウン家、テムゲ・オッチギン家の当主たちを全て挿げ替えた。カイドゥはこの混乱をみてモンゴル高原への進出を狙ったが、クビライは翌年ただちにカラコルムへ進駐し、カイドゥ軍を撤退させた。カチウン家の王族カダアン・トゥルゲン（哈丹大王）がなおも抵抗し、各地で転戦して高麗へ落ち延びてこの地域を劫掠したが、至元29年（1292年）に皇孫テムルが派遣されて元朝と高麗連合軍によってカダアンを破り、カダアンを敗死させてようやく東方の混乱は収束した（ナヤン・カダアンの乱）。

### 晩年
クビライの政権が長期化すると、行政機関である中書省と軍政機関の枢密院を支配して中央政府の実権を握る燕王チンキムの権勢が増し、至元10年（1273年）に皇太子に冊立された。一方、アフマドも南宋の征服を経て華北と江南の各地で活動する財務官僚に自身の党派に属する者を配置したので、その権力は絶大となり、やがて皇太子チンキムの党派とアフマドの党派による反目が表面化した。
対立が頂点に達した至元19年（1282年）、アフマドはチンキムの党派に属する漢人官僚によって暗殺された。この事件の後アフマドの遺族も失脚し、政争はチンキム派が最終的な勝利を収めた。これにより皇太子チンキムの権勢を阻む勢力はいなくなり、クビライに対してチンキムへの譲位を建言する者すら現われたが、チンキムは至元22年（1285年）に病死してしまった。
一方、カイドゥのモンゴル高原に対する攻撃はますます厳しくなり、元軍は敗北を重ねた。外征を支えるためにクビライが整備に心血を注いだ財政も、アフマドの死後は度重なる外征と内乱によって悪化する一方であった。至元24年（1287年）に財政再建の期待を担って登用されたウイグル人財務官僚のサンガも至元28年（1291年）には失脚させられ、クビライの末年には元は外征と財政難に追われて日本への3度目の遠征計画も放棄せざるを得なかった。
至元30年（1293年）、クビライは高原の総司令官バヤンを召還し、チンキムの子である皇太孫テムルに皇太子の印璽を授けて元軍の総司令官として送り出したが、それからまもなく翌至元31年（1294年）2月18日に大都宮城の紫檀殿で崩御した。78歳没。遺骸は祖父チンギス以来歴代モンゴル皇帝と王族たちの墓所であるモンゴル高原の起輦谷へ葬られた。同年5月10日、クビライの後継者となっていた皇太孫テムルが上都で即位するが、その治下でカイドゥの乱は収まり、クビライの即位以来続いたモンゴル帝国の内紛はようやく終息をみることになる。
テムルが即位した1294年6月3日には、聖徳神功文武皇帝の諡と、廟号を世祖、モンゴル語の尊号をセチェン・カアン（薛禅皇帝）と追贈された。

## 親戚

### 父母・兄弟
- 父 トルイ
- 母 ソルコクタニ・ベキ

### 后妃
第一オルド
- テグルン（帖古倫大皇后）
- チャブイ（察必皇后） [6]

第二オルド
- ナムブイ（南必皇后）[7]

第三オルド
- タラカイ（塔剌海皇后）
- 奴罕皇后

第四オルド
- バヤウジン（伯要兀真皇后、鎮南王トガンの生母）
- 闊闊倫皇后

その他の后妃・側室
- 八八罕妃子
- 速哥答里皇后[8]
- 撒不忽妃子
- 阿速真可敦
- トルキジン・ハトゥン
- ドルベジン・ハトゥン

### 子女
クビライの子女については、『集史』クビライ・カアン紀の后妃・嗣子表と『元史』の宗室世系表のそれぞれに記載されているが、『集史』では男子は12人、『元史』では10人としており、また両者で男子の順序にも異同が見られる。そのため、人数の多い『集史』での記載順を載せ、『元史』宗室世系表の記述を併せて載せることにする。
また、高麗の第26代忠宣王は外孫であり、第33代王昌まで、彼の血筋である。

#### 男子
- 長男 ドルジ（朶而只 王）[9] 母 チャブイ
- 次男 チンキム（燕王・皇太子 真金） 母 チャブイ
- 三男 マンガラ（安西王 忙哥剌） 母 チャブイ アナンダの父
- 四男 ノムガン（北安王 那木罕） 母 チャブイ
- 五男 コリダイ[10]
- 六男 フゲチ（雲南王 忽哥赤）[11]
- 七男 アウルクチ（西平王 奥魯赤）[12]
- 八男 アヤチ（アバチ、愛牙赤 大王）[13]
- 九男 ココチュ（寧王 闊闊出）[14]
- 十男 クトゥルク・テムル（忽都魯帖木児 王）[15]
- 十一男 トガン（鎮南王 脱歓）[16]
- 十二男 名前不詳（一部写本ではアウルクチ اوغروغجی Ūghrūqchī）[17]

「十子：長 朶而只王；次二 皇太子真金、即裕宗也；次三 安西王忙哥剌；次四 北安王那木罕、無後；次五 雲南王忽哥赤；次六 愛牙赤大王；次七 西平王奥魯赤；次八 寧王闊闊出；次九 鎮南王脱歓；次十 忽都魯帖木児王」（『元史』巻107 宗室世系表）

#### 女子
- 吾魯真公主（昌国公主位）
- 忽都魯掲里迷失（クトゥルク＝ケルミシュ） 高麗国王忠烈王に嫁ぐ[19]。

## 日本語による表記
古くから日本では漢語表記である忽必烈が用いられていたが、そのひらがなおよびカタカナ表記については統一が見られない。
1886年（明治19年）8月に出版された『通俗義経再興記』に忽必烈の記述があるが、ここではくぷひつれつとのふりがなが振られている。同年12月に出版された『朝日之旗風 : 改良小説』にも忽必烈の記述があるが、ここでのふりがなはこつぴつれつである。これらは「忽」「必」「烈」各々の音読みから派生したものと考えられる。

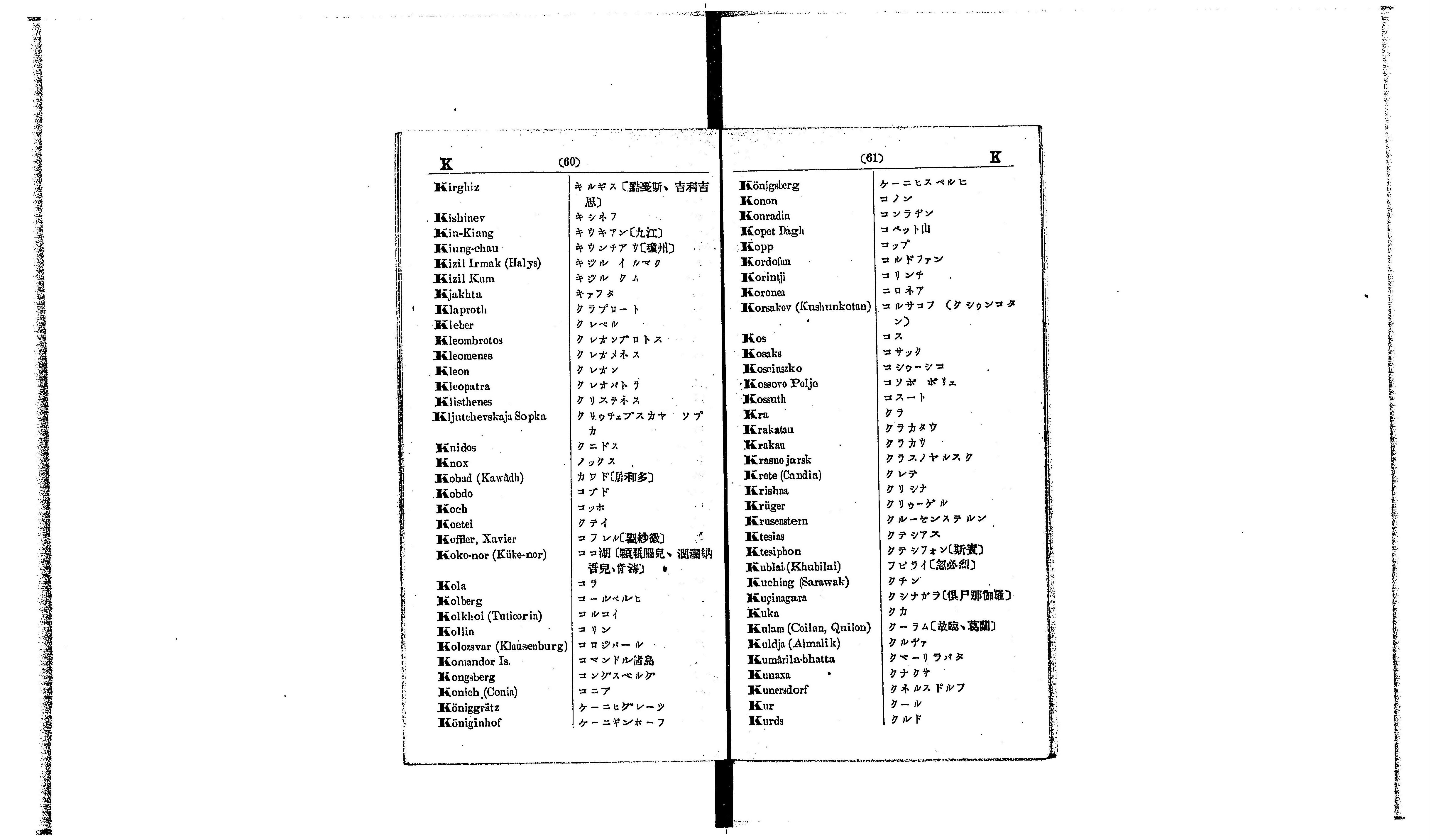
文部省 編『外国地名及人名取調一覧』,杉山辰之助,明35.11. 国立国会図書館デジタルコレクション

1902年（明治35年）11月に当時の文部省が出版した『外国地名及人名取調一覧』には、Kublai(Khubilai)の日本語訳としてフビライ[忽必烈]と記載されているが、同年12月に出版された『日本歴史教科書 下』にはクビライと記載されており、この時点で既にカタカナ表記に揺れが生じていることがわかる。
1912年（明治45年）年に出版された『まるこぽろ紀行』 は、いわゆるマルコ・ポーロによる『東方見聞録』の日本語訳本であるが、ここでは忽必烈のフリガナがクブライと記述されており、これは日本語訳の原本とした英訳本に記載のKublaiをカタカナ読みしたものであると考えられる。
ちなみに、1874年（明治7年）に訳本として出版された『北支那戦争記 : 千八百六十年』においては、漢字による忽必烈の記載はなく、「蒙古ノ大王クブライカン」との記述があり、これも原本の英語表記であるKublaiをカタカナ読みしたものと考えられる。
1902年（明治35年）に文部省がフビライ[忽必烈]を正としたことから、学校教育で使用される教科書においては長きに渡ってフビライが採用されてきたが、その他の出版物ではクビライの使用が見られ、フビライに統一されることはなかった。例えば、1928年（昭和3年）に出版された『時と歩む世界歴史』には、「忽必烈はクビライともフビライとも云われて居るが」、との記載がある。
この間、井上靖の『風濤』 (1967年)や伴野朗の『元寇』（1993年）など小説でもフビライが使われ、小前亮の『覇帝フビライ 世界支配の野望』（2015年）の様に書籍化当初はクビライだったものを文庫化に当たってフビライに改めた例や、イタロ・カルヴィーノの『見えない都市』（1977年、米川良夫訳）など訳書でもフビライ表記の例がある。また、漫画やゲームなどでもフビライ表記はよく見られた。
2020年代までは日本の教科書ではフビライの単独表記もしくはフビライ（クビライ）の並列表記がほとんどであり、クビライの単独表記はほとんど見られなかったが、2023年度以降版の高校世界史探究教科書のうち、山川出版社『詳説世界史』『高校世界史』『新世界史』や帝国書院『新詳世界史探究』などにはクビライの単独表記が見られるようになっている。ただし、同じ帝国書院の2022年度以降版高校歴史総合教科書である『明解歴史総合』ではフビライの単独表記になっているなど、同じ出版社であっても著作者の違いによって表記が異なる場合が見られる。

## 名称について

### クビライ
クビライ（Qubilai）の意味は、ポール・ペリオによると「qubila- 分与する」から派生した「（恩恵を）分け与える者」と解されるという。また、 パクパの『王父子が仏塔を建立したことを称えるダンダカという名の文』によると「この方（クビライ）の名前こそはゴペラ（忽必烈）である｡ ゴは ｢善い性質｣、ペは ｢様々な行い｣、ラの字は ｢取る｣ に他ならない」とある。後世になり軟音化されて「フビライ Khubilai」と現代モンゴル語では発音されるようになった。

### カアン
モンゴル帝国初代皇帝とされるテムジンは「チンギス・カン Činggis Qan」という称号を帯び、それまで内陸アジアの遊牧君長たちが広く使っていた「カン Qan」という称号（部族長や王の意味）と区別したが、第二代のオゴデイもまた「カン」でも「チンギス・カン」でもない別次元の唯一無二である「カアン Qa'an」という称号（皇帝の意味）を採用した。これはいにしえの柔然や突厥、回鶻の君主がもちいた「カガン Qaγan」が口蓋音化したものである。第三代のグユクのみはカアンは父オゴデイの称号であると謙遜したため「カン」を称したが、第四代モンケ以降、クビライを初代とする大元ウルスのモンゴル皇帝たちもすべて「カアン」を称した。「カアン」は後世になって「ハーン Xaan」と発音されるようになったため、現代モンゴル語では「フビライ・ハーン Хубилай хаан」と発音される。一方の「カン」の称号はジョチ・ウルス、チャガタイ・ウルス、フレグ・ウルス系統の君主だけに限られ、後世では軟音化され「ハン Khan」となった。

## 関連作品
映画
- 『国難』（1920年、日本）演：市川七蔵
- 『マルコ・ポーロの冒険』（1938年、アメリカ合衆国）演：ジョージ・バービア
- 『マルコ・ポーロ 大冒険』（1965年、フランス・イタリア・ユーゴスラヴィア・アフガニスタン）演：アンソニー・クイン
- 『カンフー東方見聞録』（1975年、香港）演：李桐春

テレビドラマ
- 『マルコ・ポーロ シルクロードの冒険』（1982年、日本・イタリア・アメリカ合衆国・西ドイツ・中国）演：イン・ルオチェン
- 『北条時宗』（2001年、日本）演：バーサンジャブ
- 『マルコ・ポーロ 東方見聞録』（2008年、アメリカ合衆国）演：ブライアン・デネヒー
- 『武神』（2009年、韓国）演：キム・ミョングク
- 『フビライ・ハン』（2013年、中国）演：フー・ジュン
- 『マルコ・ポーロ』（2014～2016年、アメリカ合衆国）演：ベネディクト・ウォン

テレビアニメ
- 『アニメーション紀行 マルコ・ポーロの冒険』（NHK、声：森山周一郎）
- 『ねこねこ日本史』（Eテレ、第37話『向かい撃て、北条時宗』の回での声：島﨑信長）

コンピューターゲーム
- 蒼き狼と白き牝鹿シリーズ（光栄）